# Movimiento de cuarteto en fa mayor (Dvořák)

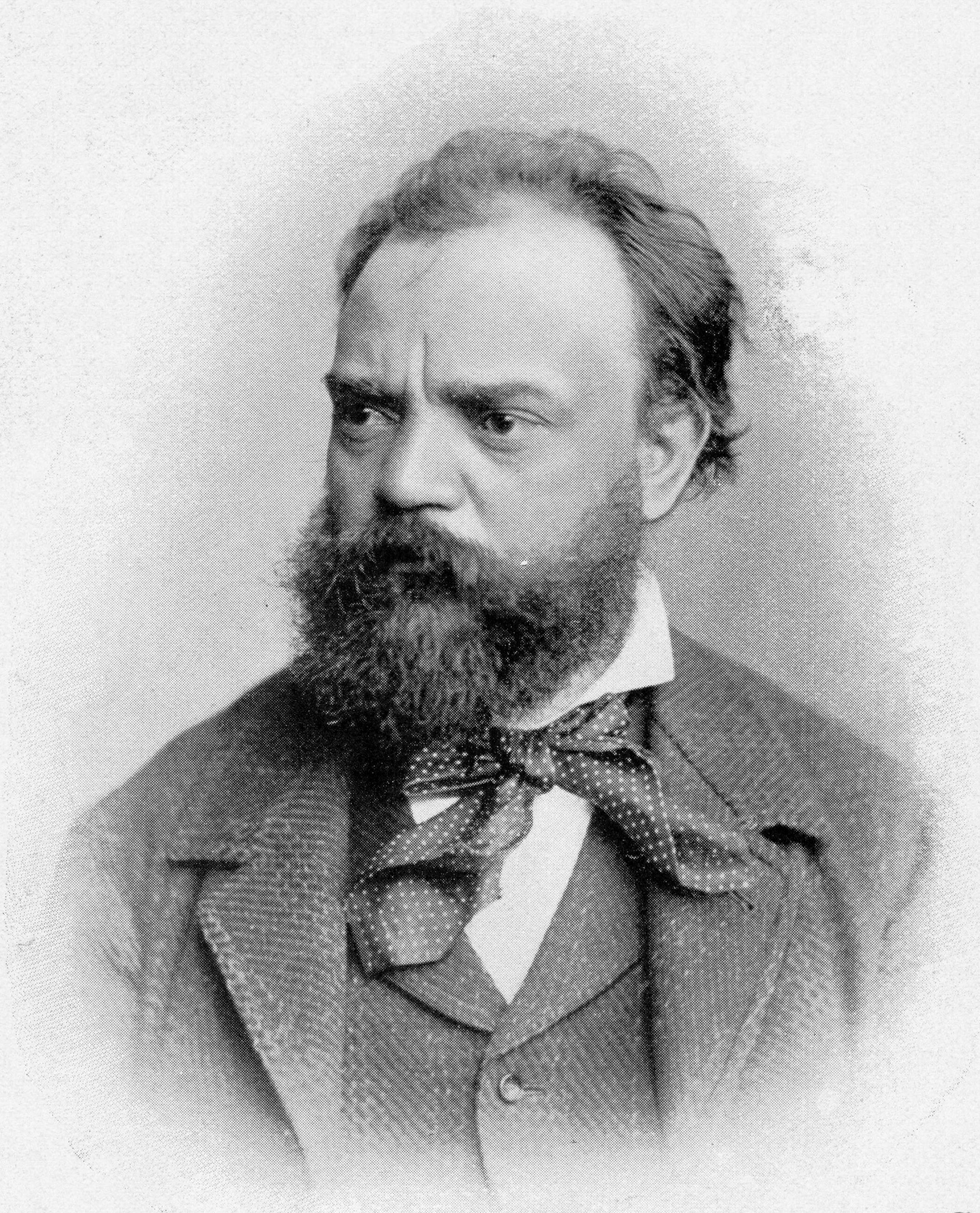
Antonín Dvořák, compositor de la pieza, en 1882.

El Movimiento de cuarteto en fa mayor, B. 120, es el primer movimiento de un planeado cuarteto de cuerdas en fa mayor compuesto por Antonín Dvořák a principios de octubre 1881 para cumplir con un encargo del Cuarteto Hellmesberger y abandonado en favor del Cuarteto de cuerdas n.º 11 en do mayor, op. 61, B. 121.

## Historia
En octubre de 1881, Dvořák estaba trabajando en su nueva ópera Dimitrij, cuando se anunció en un periódico vienés que el Cuarteto Hellmesberger iba a estrenar un nuevo cuarteto de cuerda suyo el 15 de diciembre de 1881.
Decidiendo abandonar temporalmente su trabajo en la ópera para concentrarse en el cuarteto, completó el primer movimiento en tres días antes de abandonar el cuarteto alrededor del 10 de octubre de 1881 y comenzar de nuevo, esta vez en la tonalidad de do mayor el 25 de octubre de 1881. No está claro por qué sucedió esto; Terry Barfoot especula que Dvořák creía que el movimiento completo carecía de tensión. Geijtenbeek afirma que Dvořák creía en ese momento que era imposible escribir un cuarteto en fa mayor (Dvořák escribiría más tarde su duodécimo cuarteto de cuerda en la misma tonalidad). Escribiendo en The Cambridge Companion to the String Quartet Jan Smaczny afirma que el movimiento completo es inferior al cuarteto en do mayor completado por Dvořák.
El Movimiento de cuarteto fue estrenado por el Cuarteto Ondřiček durante un concierto transmitido por Radio Praga en 1945. Šourek declaró que la primera publicación del movimiento fue por Hudební Matice de Praga en 1949. Anderson en sus notas para la grabación de Naxos afirma que el año de la primera publicación fue 1951.

## Estructura
La composición consta de un único movimiento marcado Allegro vivace y dura alrededor de 9 minutos y medio.